# Lääne-Nigula
Lääne-Nigula es un municipio estonio perteneciente al condado de Lääne. A 1 de enero de 2016 tiene 4142 habitantes en una superficie de 507 km². El municipio se creó en 2013 mediante la fusión de los antiguos municipios de Oru, Risti y Taebla.
En el municipio hay tres localidades principales: Taebla (840 habitantes en 2011), Palivere (654 habitantes) y Risti (532 habitantes). El resto de la población vive en 34 pequeñas localidades rurales: 
- Allikmaa 25
- Allikotsa 14
- Auaste 19
- Aulepa 12
- Dirhami 14
- Ehmja 20
- Einbi 19
- Elbiku 29
- Enivere 1
- Hara 34
- Hindaste 17
- Höbringi 7
- Hosby 15
- Ingküla 14
- Jaakna 25
- Jalukse 47
- Jõesse 12
- Jõgisoo 45
- Kaare 3
- Kaasiku 33
- Kabeli 14
- Kadarpiku 37
- Kalju 38
- Kärbla 20
- Kasari 49
- Kastja 5
- Kedre 15
- Keedika 34
- Keravere 13
- Keskküla 13
- Keskvere 29
- Kesu 3
- Kirimäe 117
- Kirna 44
- Koela 46
- Kokre 12
- Koluvere 340
- Kudani 11
- Kuijõe 31
- Kullamaa 283
- Kullametsa 41
- Kuluse 13
- Kurevere 13
- Laiküla 23
- Leediküla 33
- Leila 54
- Lemmikküla 9
- Liivaküla 14
- Liivi 123
- Linnamäe 389
- Luigu 36
- Männiku 8
- Martna 155
- Mõisaküla 25
- Mõrdu 14
- Nigula 177
- Nihka 13
- Niibi 6
- Niinja 21
- Nõmme 6
- Nõmmemaa 22
- Nõva 112
- Ohtla 11
- Oonga 15
- Oru 47
- Osmussaare 6
- Österby 27
- Pälli 36
- Päri 39
- Paslepa 79
- Peraküla 20
- Piirsalu 172
- Pürksi 183
- Putkaste 39
- Rannajõe 31
- Rannaküla 76
- Rehemäe 47
- Riguldi 6
- Rooslepa 25
- Rõude 75
- Rõuma 54
- Saare 24
- Salajõe 30
- Saunja 80
- Seljaküla 31
- Silla 26
- Soolu 7
- Soo-otsa 1
- Spithami 6
- Sutlepa 107
- Suure-Lähtru 39
- Suur-Nõmmküla 9
- Tagavere 34
- Tahu 26
- Tammiku 12
- Telise 4
- Tuka 4
- Tuksi 13
- Turvalepa 37
- Tusari 16
- Ubasalu 25
- Üdruma 85
- Uugla 40
- Uusküla 17
- Väänla 20
- Väike-Lähtru 34
- Väike-Nõmmküla 14
- Vaisi 35
- Vanaküla 7
- Variku 52
- Vedra 36
- Vidruka 105
- Võntküla 51

Se ubica al noreste del condado.